# Metocalolabus orientalis
Metocalolabus orientalis es una especie de coleóptero de la familia Attelabidae.

## Distribución geográfica
Habita en Vietnam.